# Durham-Est
Pour les articles homonymes, voir Durham.
Circonscription électorale fédérale du Canada
Durham-Est ((en) Durham East) est une circonscription électorale fédérale de l'Ontario, représentée de 1867 à 1904.
C'est l'Acte de l'Amérique du Nord britannique de 1867 qui divise le comté de Durham en deux districts électoraux, Durham-Est et Durham-Ouest. Abolie en 1903, elle est intégrée à la circonscription de Durham.

## Géographie
En 1867, la circonscription de Durham-Est comprenait:
- La partie est du comté de Durham

## Députés
| Législature                           | Années     | Député                | Député                           | Parti        |
| Durham-Est                            | Durham-Est | Durham-Est            | Durham-Est                       | Durham-Est   |
| ------------------------------------- | ---------- | --------------------- | -------------------------------- | ------------ |
| 1re                                   | 1867–1872  |                       | Francis Henry Burton             | Conservateur |
| 2e                                    | 1872–1874  |                       | Lewis Ross                       | Libéral      |
| 3e                                    | 1874–1878  |                       | Lewis Ross                       | Libéral      |
| 4e                                    | 1878–1882  |                       | Arthur Trefusis Heneage Williams | Conservateur |
| 5e                                    | 1882–1885  |                       | Arthur Trefusis Heneage Williams | Conservateur |
| 5e                                    | 1885-1887  | Henry Alfred Ward     |                                  | Conservateur |
| 6e                                    | 1887–1891  | Henry Alfred Ward     |                                  | Conservateur |
| 7e                                    | 1891–1896  | Thomas Dixon Craig    |                                  | Conservateur |
| 8e                                    | 1896–1900  | Thomas Dixon Craig    |                                  | Conservateur |
| 9e                                    | 1900–1904  | Henry Alfred Ward (2) |                                  | Conservateur |
| Circonscription fusionnée dans Durham |            |                       |                                  |              |